# Joseph Forte (basket-ball)
Pour les articles homonymes, voir Joseph Forte et Forte.
Joseph Xavier « Joe » Forte, né le 23 mars 1981 à Atlanta (Géorgie), aux États-Unis, est un joueur américain de basket-ball. Il évolue au poste d'arrière.

## Carrière
En février 2015, Forte sort de sa retraite et signe un contrat avec le champion d'Europe en titre, le Maccabi Tel-Aviv.

## Records sur une rencontre en NBA
Les records personnels de Joseph Forte en NBA sont les suivants, :
| Type de statistique        | Saison régulière | Saison régulière      | Saison régulière |
| Type de statistique        | Record           | Adversaire            | Date             |
| -------------------------- | ---------------- | --------------------- | ---------------- |
| Points                     | 7                | Bucks de Milwaukee    | 21 février 2003  |
| Paniers marqués            | 3                | @ Kings de Sacramento | 8 avril 2003     |
| Paniers tentés             | 7                | Bucks de Milwaukee    | 21 février 2003  |
| Paniers à 3 points réussis | -                | -                     | -                |
| Paniers à 3 points tentés  | 1                | 6 fois                | 6 fois           |
| Lancers francs réussis     | 3                | Bucks de Milwaukee    | 21 février 2003  |
| Lancers francs tentés      | 4                | Bucks de Milwaukee    | 21 février 2003  |
| Rebonds offensifs          | 1                | 5 fois                | 5 fois           |
| Rebonds défensifs          | 2                | 2 fois                | 2 fois           |
| Rebonds totaux             | 3                | Bucks de Milwaukee    | 21 février 2003  |
| Passes décisives           | 4                | @ Kings de Sacramento | 14 février 2003  |
| Interceptions              | 2                | 2 fois                | 2 fois           |
| Contres                    | -                | -                     | -                |
| Balles perdues             | 3                | Bucks de Milwaukee    | 21 février 2003  |
| Minutes jouées             | 24               | Bucks de Milwaukee    | 21 février 2003  |

- Double-double : 0
- Triple-double : 0